# Niccolò di Piero Lamberti
Niccolò di Piero Lamberti (c. 1370-1451), también conocido como Niccolò di Pietro Lamberti, Niccolò Aretino y como il Pela, fue un escultor y arquitecto italiano. Se sabe bien poco de su vida, sólo que en 1392, se casó en Florencia. Su hijo Piero di Niccolò Lamberti (1393-1435), también fue escultor, y ambos se destacan por su exportación del estilo toscano a Venecia, donde trabajaron el final de la década del 1410 y en la década de 1420.

## Obras

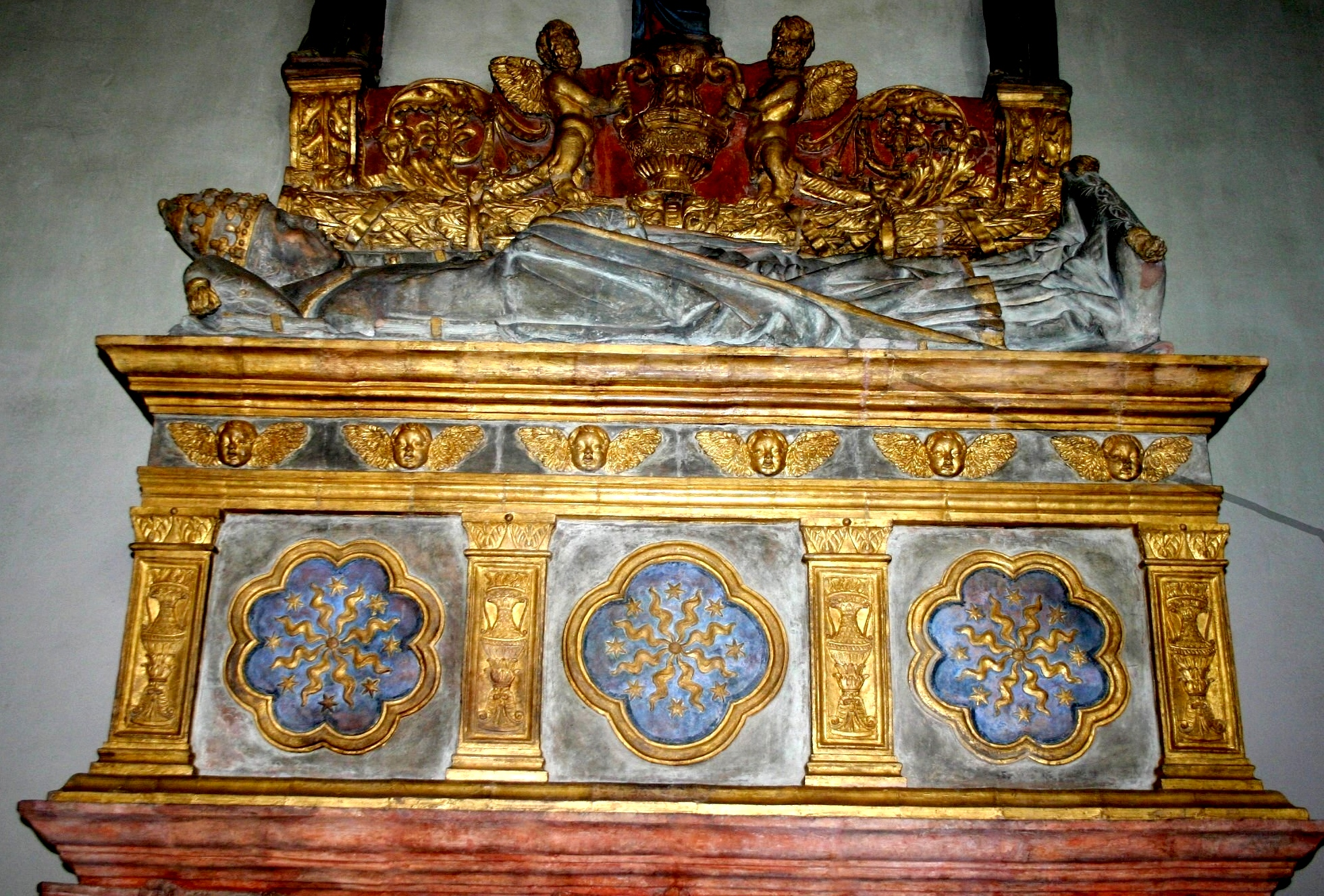
Monumento sepulcral del cardenal Pietro Filargo (antipapa Alejandro V) en la Basílica de San Francisco (Bolonia). Terracota policromada y dorada.

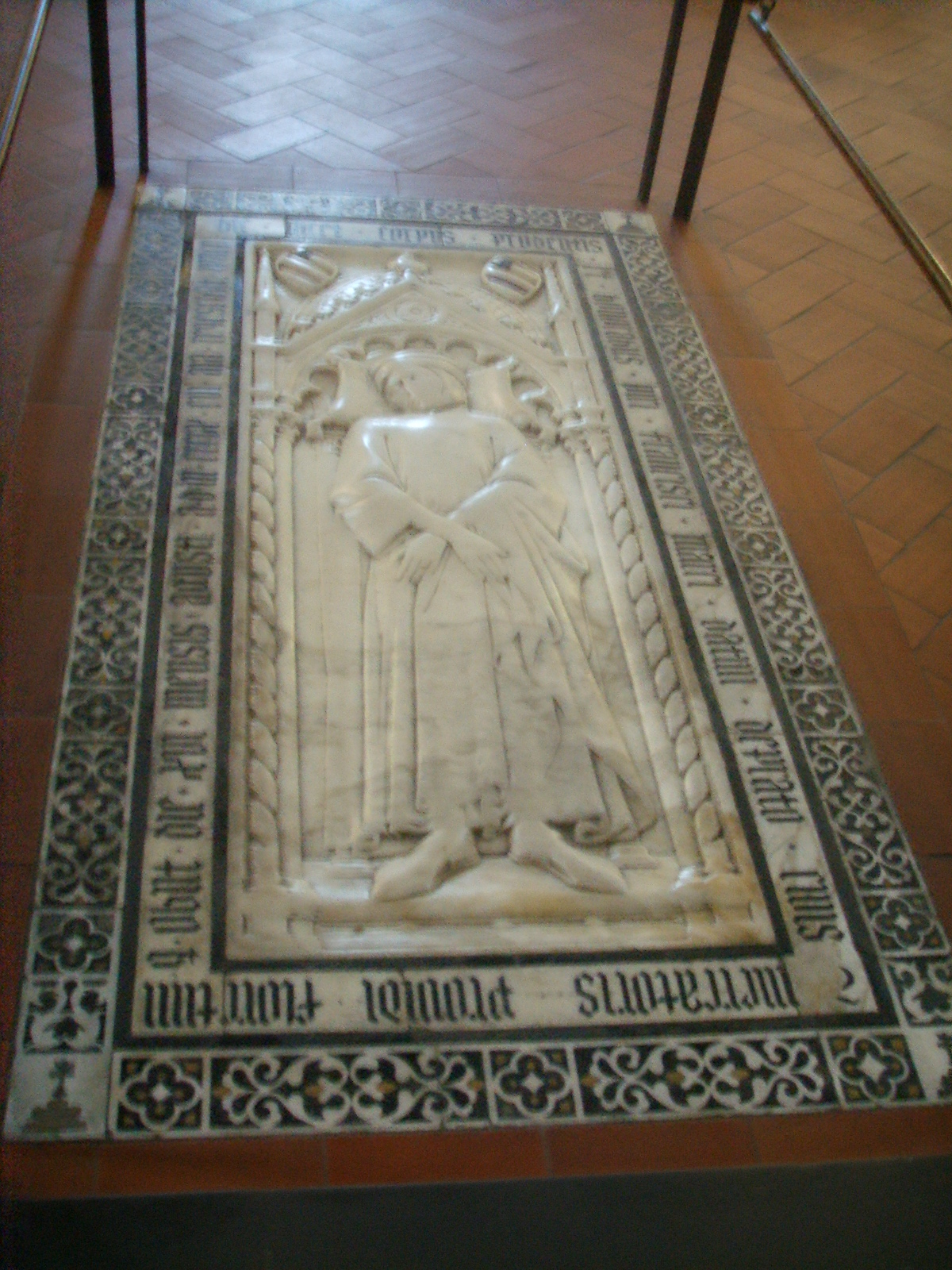
Lápida de Francesco di Marco Datini, San Francesco, Prato

- Fachada tardogótica del Duomo di Prato (1386-1457).

- Esculturas de complemento en el campanile de la catedral de Santa Maria del Fiore, (1380), Museo dell'Opera del Duomo de Florencia:
  - Fragmento de la arquivolta del portal (aprox. de 1400 a 1410);
  - San Agustín - Dottor della Chiesa (de 1396 a 1401);
  - San Gregoiro - Dottor della Chiesa (de 1396 a 1401);
  - San Marco evangelista, para la fachada (1410-1412), ahora en el Museo dell'Opera del Duomo.

- San Jacopo (Santiago el Mayor) en mármol (1415) para  el tabernáculo del Arte dei Vaiai e Pellicciai [gremio de los Curtidores], iglesia de Orsanmichele, Florencia, hoy en el Museo de Orsanmichele, ca. 1415.
- San Marco bénissant por encima del portal principal de la basílica de San Marcos en Venecia (de 1408 a 1415).
- Madonna degli Alberetti, iglesia de los Santos Apóstoles, Venecia.
- Chiesa di San Francesco (Prato):
  - Lápida de Francesco di Marco Datini (1411-1412);
  - Gran portal en bandas bicromas (1412-1413) a partir de un dibujo de Giovanni di Ambrogio.
- Chiesa di Santa Anastasia (Verona).
- San Luca Evangelista para el tabernáculo del Arte dei Giudici e Notai [gremio de Jueces y Notarios] de Orsanmichele (Florencia), rimossa en el siglo XVI y en la actualidad conservado en el museo del Bargello,  1404-1406.
- Frontón del convento de la Misericordia, estatuas de San Gregorio y de San Donato, Arezzo.
- Mausoleo y figura yacente del antipapa Alejandro V en la Basílica de San Francisco (Bolonia), terracota policromada y dorada que incluye el sarcófago decorado con los escudos pontificios en cinco paneles, la figura reclinada y realista del papa y el riel con ángeles , las estatuas de la Virgen acompañadas de san Francisco y san Antonio de Padua (la base con las armas de Alejandro V fue añadida alrededor de 1482 por Sperandio da Mantova).